# 伊洛夫利亚区
伊洛夫利亚区（俄语：Иловлинский район）是俄罗斯联邦伏尔加格勒州下辖的一个区，其行政中心为伊洛夫利亚。据2016年统计，该区的人口为33305人。